# Tri-Klops
Tri-Klops je izmišljeni lik, zli ratnik, tehničar i izumitelj iz franšize Gospodari svemira, koji se pojavljuje u Mattelovoj liniji akcijskih igračaka i nizu medija. Skeletorov je sljedbenik i pripadnik Zlih ratnika te boravi na Zmijskoj planini u Mračnoj hemisferi. Izvorno je bio međudimenzionalni lovac na glave i tragač kojeg je unovačio zli gospodar Skeletor za vrijeme Velikog rata. Nosi rotirajući mehanički vizir na glavi s tri različita umjetna oka na tri strane koja mu daju različite mogućnosti gledanja i panoramski vid.

## Povijest lika
Tri-Klops je vješti mačevaoc, lovac i ratnik kojeg je dozvao Skeletor kako bi mu pomogao u borbi protiv He-Mana i Herojskih ratnika. Jedan je od petorice glavnih zlih ratnika u službi Skeletora. Prema pričama, Tri-Klops je bio lovac i ratnik koji je doživio nesreću koja ga je oslijepila ili je oslijepljen upotrebom čarolije te mu je Skeletor dao mehanički vizir s tri umjetna oka, od kojih svako ima određenu sposobnost gledanja, da bi vidio. Tim činom je Skeletor zadobio Tri-Klopsovu odanost. U ekipi Zlih ratnika, Tri-Klops je glavni tehničar i izumitelj koji je izradio niz kibernetičkih dodataka za ostale zle ratnike, poput Trap Jawa.

## Originalni mini stripoviGospodari svemira
Prvi put se spominje u mini stripu "Tri-Klopsov teror" (The Terror of Tri-Klops) iz 1982. godine. Poslije još jednog neuspjeha u borbi protiv He-Mana, Skeletor traži način kako da ga pobijedi. Beast Man mu preporučuje vještog lovca i mačevaoca Tri-Klopsa pa ga Skeletor pozove da im se pridruži. Dozvani Tri-Klops napada Beast Mana te pojašnjava kako ima panoramski pogled, odnosno sposobnost gledanja u svim smjerovima.
Skeletor nudi Tri-Klopsu da porazi He-Mana, najmoćnijeg čovjeka u svemiru, a ovaj to prihvaća kao izazov. Tri-Klops prvo napada Borbenog Mačka i nokautira ga jednim jedinim udarcem, a potom neutralizira Ram-Mana te napada samog He-Mana koji s velikim naporom uspijeva odbiti Tri-Klopsov napada.

## Televizijska adaptacija lika

### He-Man i Gospodari svemira (1983. – 1985.)
U originalnoj animiranoj adaptaciji He-Man i Gospodari svemira iz 1983. godine, u produkciji Filmationa, Tri-Klops je, uz Evil-Lyn, Beast Mana, Trap Jawa i Mer-Mana, jedan od petorice glavnih Skeletorovih sljedbenika. Posjeduje mehanički vizir s tri umjetna oka, okruglim, trokutastim i kvadratnim, koji mu omogućuju noćno gledanje, gledanje na daljinu i gledanje kroz stvari. Također, omogućuju mu i panoramski pogled, tako da može istodobno gledati na sve strane. Veoma je snažan te se po snazi može donekle mjeriti i sa He-Manom, a uz to je i vrlo vješt mačevaoc.
Odan je Skeletoru i boji se izdati ga, iako ponekad pomaže Evil-Lyn u njenim privatnim operacijama.

### He-Man i Gospodari svemira (2002. – 2004.)
U Mike Young Productions verziji He-Mana i Gospodara svemira iz 2002. godine, Tri-Klops je bio nekoć plemeniti ratnik kojeg je oslijepila čarolija. Skeletor ga je regrutirao u svoje redove te mu dao mehanički vizir uz pomoću kojeg može vidjeti. Zajedno sa Skeletorom, tada Keldorom, napao je Dvoranu mudraca te se nakon poraza povukao sa ozlijeđenim Keldorom i Zlim ratnicima na Mračnu hemisferu koja je potom bila odijeljena od Svjetle hemisfere Mističnim zidom.
Nakon što se Kronis pobunio protiv Skeletora, a ovaj ga porazio i teško ozlijedio, Tri-Klops je Kronisu ugradio mehaničku čeljust i kibernetičku ruku te ga pretvorio u Trap Jawa. Tri-Klops često koristi svoje dronove kako bi špijunirao u korist Skeletora.

### Gospodari svemira: Otkriće (2021. – ...)
Poslije Skeletorova uništenja tijekom napada na Dvorac Siva Lubanja, Tri-Klops je preuzeo nadzor nad dijelom Zlih ratnika te utemeljio tehnološku sektu na Zmijskoj planini koja obožava Matičnu ploču. Odrekao se magije i počeo propovijedati o superiornosti tehnologije nad magijom. Kada se Skeletor vratio, nakon sukoba sa He-Manom i Evil-Lyn vratio se na Zmijsku planinu gdje je okrivio Tri-Klopsa i Trap Jawa za svoj neuspjeh. Kada je pokušao uništiti Matičnu ploču, Tri-Klops se pobunio protiv njega, savladao ga i predao mističnoj Matičnoj ploči koja je oživjela i napala Skeletora.

## Sposobnosti, oružje i moći
Vrlo je sposoban mačevaoc i posjeduje izrazitu snagu i okretnost. Mehanički vizir na glavi s tri umjetna oka omogućuje mu panoramski vid te mogućnost ispaljivanja energetskih zraka na protivnika koje zaslijepljuju na trenutak. Koristi se velikim mačem.

## Vanjske poveznice
- Tri-Klops – he-man.fandom.com (engl.)
- Tri-Klops (rani mini stripovi) (engl.)